# Municipio de Danderyd
El municipio de Danderyd (Danderyds kommun) es uno de los municipios de Suecia ubicado al norte de la capital nacional Estocolmo en la provincia homónima en el centro - este de Suecia. 
En 2004, tenía una población de 29.884 habitantes de cuales 14.408 eran hombres y 15.476 eran mujeres. 
Danderyd es uno de los municipios más pequeños de Suecia pero tiene cierta influencia (económica y política) en la región. El centro está ubicado en Djursholm.
El “viejo” municipio rural de Danderyd estuvo dividido, durante los inicios del siglo XX, entre los territorios de Djursholm y Stocksund cuando se separaron entre los años de 1901 y 1910 respectivamente. En 1971 Danderyd se constituyó con aproximadamente los antiguos territorios de Djursholm y Stocksund.
El presidente actual del comité ejecutivo municipal (kommunstyrelsen) es Gunnar Oom, del Partido Moderado.
Los cuatro distritos que componen Danderyd son: Danderyd, Djursholm, Stocksund (con el área urbana de Estocolmo) y Enebyberg.
Nacieron en este municipio Jonas Gustavsson, jugador de la National Hockey League; y Sofía de Suecia, princesa de Suecia y duquesa de Värmland, por estar casada con Carlos Felipe de Suecia, titular de esas dignidades como hijo de Carlos XVI y Silvia de Suecia, reyes de Suecia. 
| Distrito  | Población (2006)" |
| --------- | ----------------- |
| Danderyd  | 10 108            |
| Djursholm | 8 815             |
| Enebyberg | 4 971             |
| Stocksund | 6 153             |
| Otro      | 53                |
| Total     | 30 226            |

La población del municipio de Danderyd es considerada la más influyente en el país escandinavo, al tener el promedio económico más alto entre todos los municipios de Suecia, de acuerdo a su renta gravada per cápita. Una de las razones es el alto precio de las propiedades, lo cual es parcialmente debido a una política restrictiva de nuevos proyectos de desarrollo por parte del consejo del municipio.
La alta renta de la población ha permitido al municipio mantener un índice relativamente bajo de los impuestos, pero es producto de un esquema de la redistribución previsto por el gobierno sueco para transferir el dinero de municipios con un mejor promedio de situación económica. Es un factor que ha forzado al gobierno local a aumentar algo el impuesto sobre la renta municipal en los últimos años.

## Carreteras
La ruta europea E18 enlaza desde Stocksund hacia el norte para terminar en el municipio de Norrtälje.

## Transporte público
Danderyd está servido por el sistema de transporte público de Estocolmo, a través del Storstockholms Lokaltrafik (SL). Hay dos estaciones del metro de Estocolmo, y algunas paradas en la vía estrecha Roslagsbanan, el tren suburbano, así como en una extensa red de autobuses. 

## Imágenes

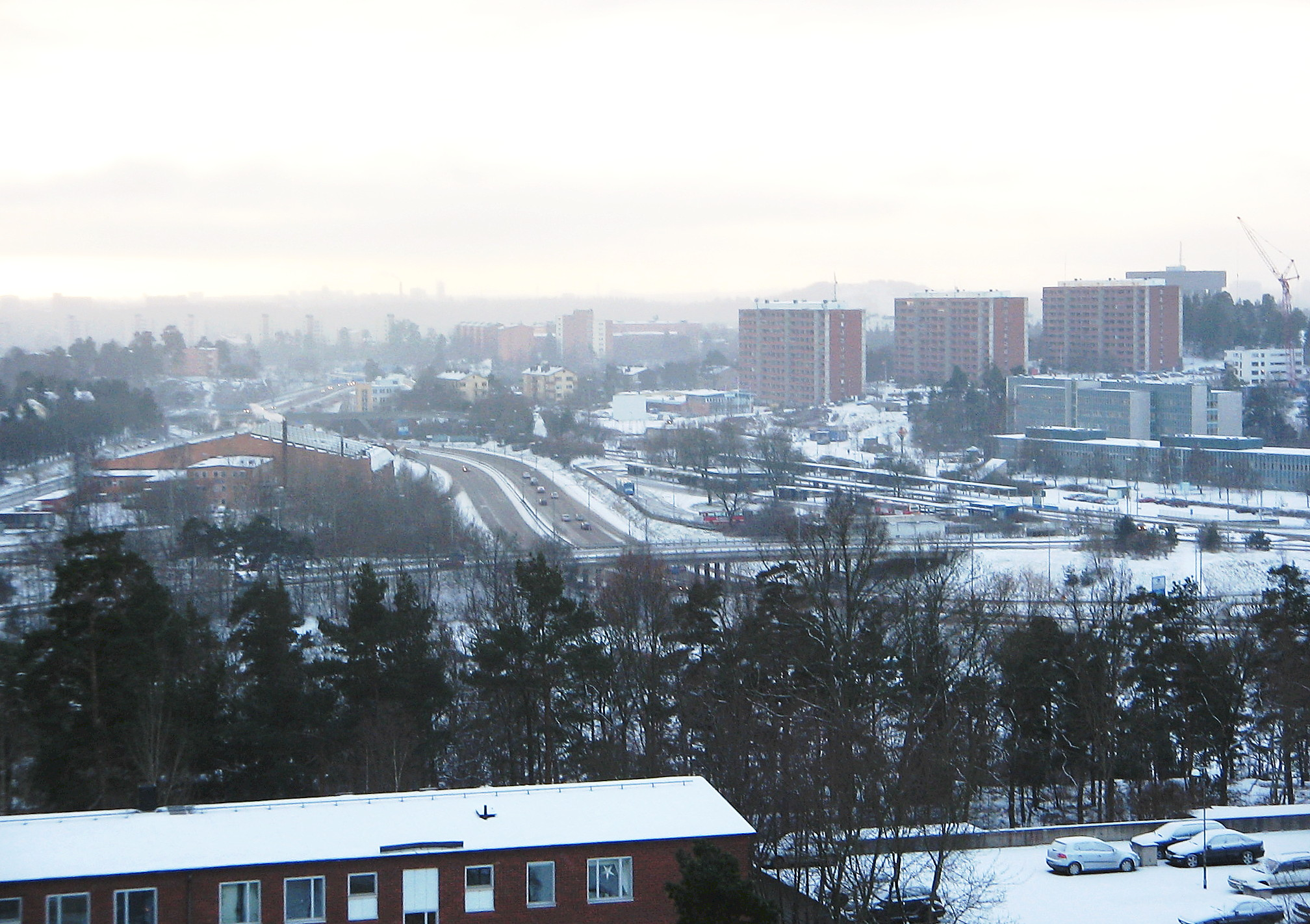
Vista sobre Danderyd, 2006

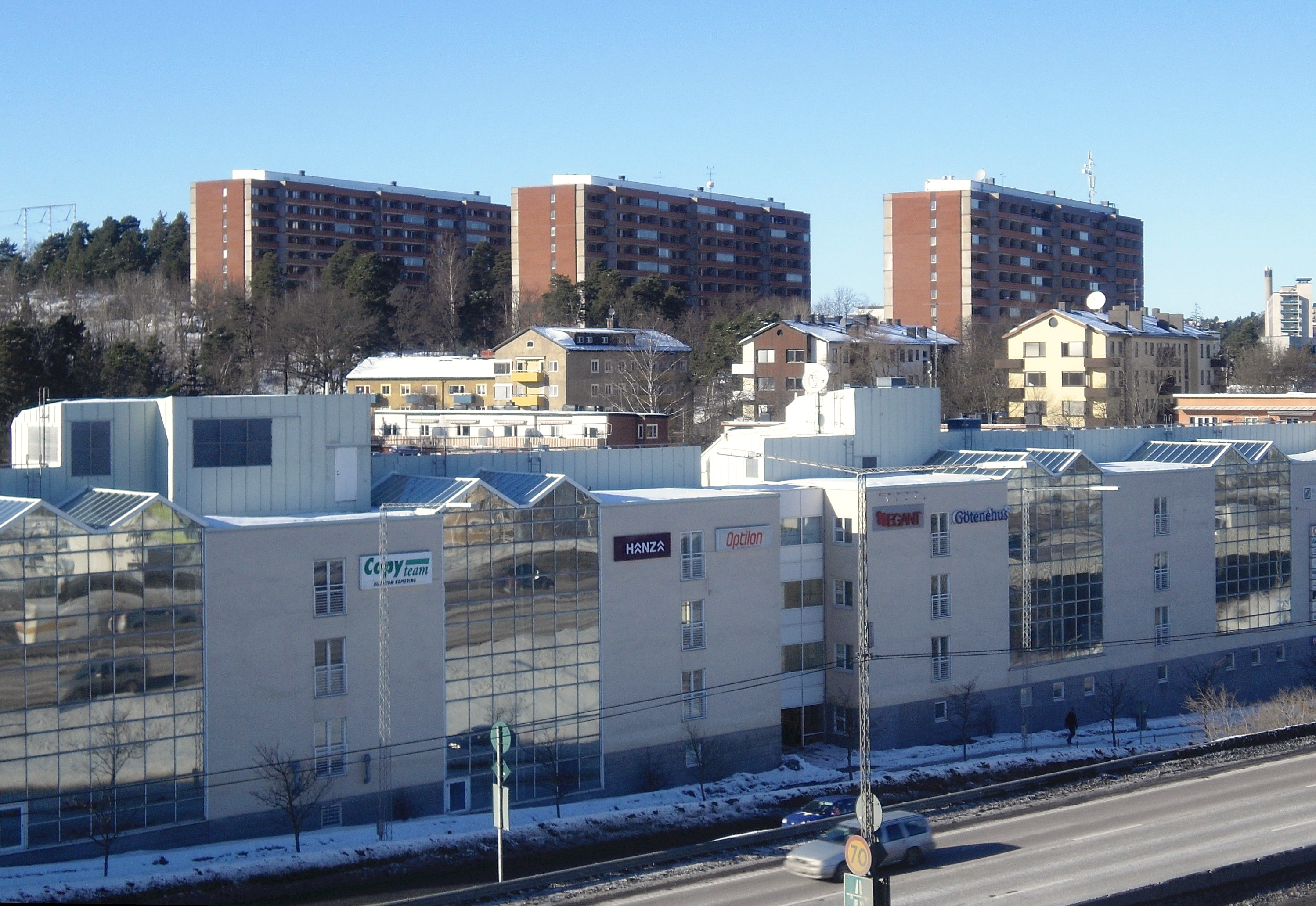
Stocksund, 2010

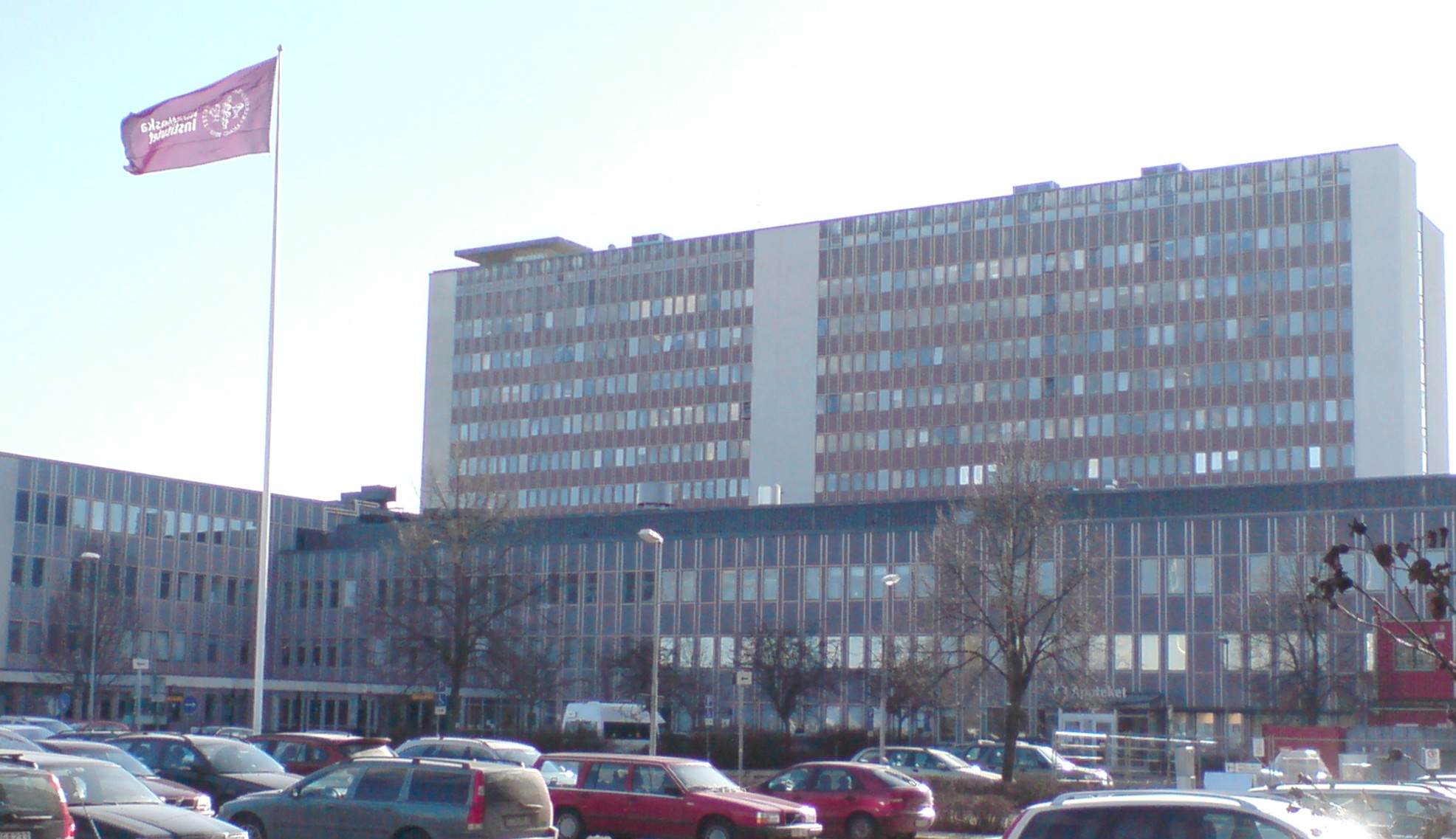
Hospital en Danderyd

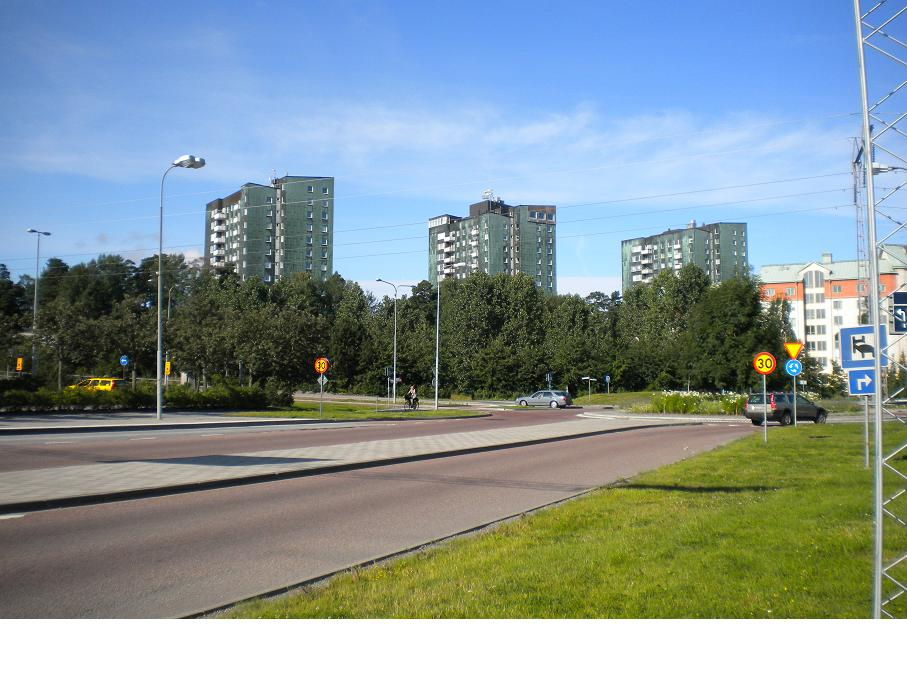
Cruce vial en Danderyd

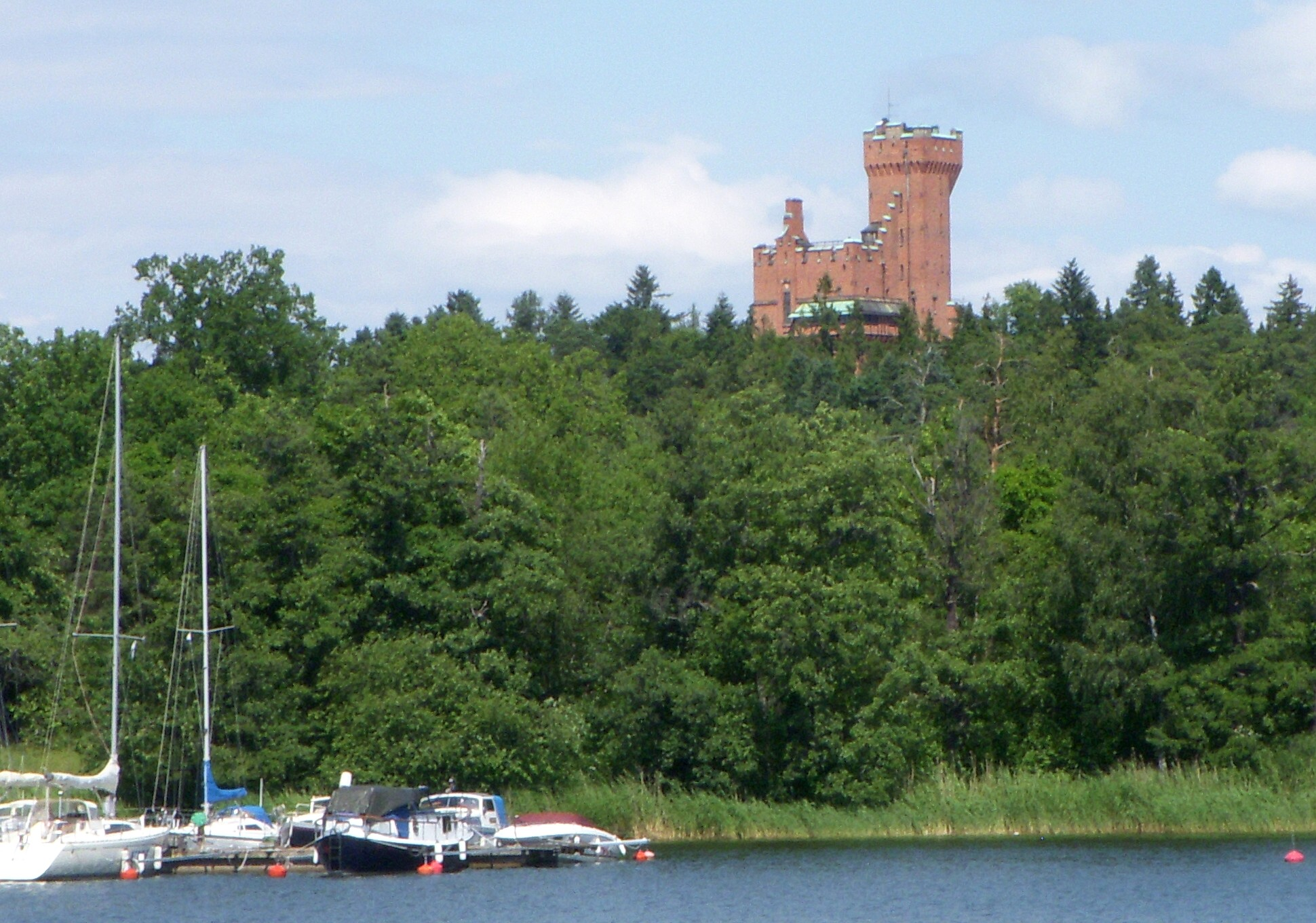
Torre Cedergrenska